# Marie-Hélène Ska
Marie-Hélène Ska, née le 29 septembre 1969 à Aye, est une syndicaliste belge. Elle est secrétaire générale de la Confédération des syndicats chrétiens (CSC) ou, en néerlandais, Algemeen Christelijk Vakverbond (ACV).

## Biographie
Originaire de Aye près de Marche-en-Famenne en province de Luxembourg, Marie-Hélène Ska est née le 29 septembre 1969. Elle est issue d'une famille d'agriculteurs et est l'aînée de cinq enfants. Elle demeure à Hargimont jusqu'à 23 ans puis s'installe dans la région de Charleroi. De son mariage avec Jean-Marc Nollet, homme politique écologiste, elle a trois enfants,.
Elle fait ses études secondaires à l'Institut Jean XXIII à Rochefort. Elle obtient ensuite un diplôme de sociologie et en économie après des études à l'Université de Namur et à l'Université catholique de Louvain (UCL).

Logo de la CSC.

En 1993, elle entre au service d'études de la Confédération des syndicats chrétiens (CSC). En 2009, elle en devient secrétaire nationale. Jusqu'en 2014, elle était également mandataire dans de nombreux organes de concertation sociale ; elle était membre du Comité de gestion du Fonds des Maladies Professionnelles, de l'Office nationale de l'emploi et des pensions, de Sécurité sociale, du Conseil Fédéral du Développement Durable, du Comité de gestion de la Banque Carrefour de la Sécurité Sociale et E-Health, du Comité bruxellois de concertation économique et sociale, de la Commission des pensions complémentaires, du Conseil fédéral de la Politique scientifique, de l'Agence fédérale pour les allocations familiales (Famifed) et du Comité général de gestion de l'Institut national d'assurance maladie-invalidité (Inami).
En 2014, elle succède à Claude Rolin comme secrétaire générale de la CSC. Elle est spécialisée dans les questions d'emploi, de formation et l'enseignement. Elle fait notamment partie du Groupe des 10, l’organe fédéral de concertation entre représentants des employeurs et des travailleurs. Marie-Hélène Ska siège au Conseil Central de l’Économie et suit les matières européennes.
À la tête de la CSC, elle a en particulier contribué à la forte opposition sociale aux mesures prises par le gouvernement Michel I en 2016 et mène désormais celle au gouvernement De Wever à partir de 2024. Dans les deux cas, un des premiers motifs de contestation concerne la réforme des pensions avec ses corollaires, l'allongement des carrières et la réduction des allocations de pension.